# ویس (بادن-وورتمبرگ)
ویس (به آلمانی: Wies) یک منطقهٔ مسکونی در آلمان است که در کلاینس ویزنتال واقع شده‌است. ویس ۶۵۸ نفر جمعیت دارد.